# Prix Septième Continent
Le prix Septième Continent est un prix littéraire décerné annuellement, de 1985 à 1996, par un jury à un écrivain francophone pour une nouvelle inédite de science-fiction ou fantastique, qui est ensuite publiée dans les pages du défunt magazine québécois Imagine....

## Historique
Ce prix a été instauré par les membres du comité de rédaction du magazine de science-fiction et fantastique québécois Imagine..., dans le but d'encourager la création littéraire dans les mêmes domaines. Remis pour la première fois en 1985, il récompense le meilleur manuscrit inédit (nouvelle) soumis au jury formé d'experts réunis pour l'occasion par la rédaction.
L'auteur du manuscrit primé voit sa nouvelle publiée dans le magazine Imagine... et reçoit une bourse de 300,00 $ CAN.
En 1997, le prix n'a pas été attribué. En 1998, le manuscrit gagnant aurait dû être publié en mars, mais le comité de rédaction de Imagine... cessa sa publication et ses activités en septembre 1997, ainsi que l'attribution du prix, par la même occasion.

## Lauréats du prix
- 1996 : Alain le Bussy pour la nouvelle intitulée Craqueur, publiée dans Imagine... #76 en juin 1996 ;
- 1995 : Natasha Beaulieu pour la nouvelle intitulée La cité de Penlocke, publiée dans Imagine... #72 en juin 1995 ;
- 1994 : Sylvie Bérard pour la nouvelle intitulée La cale, publiée dans Imagine... #68 en juin 1994 ;
- 1993 : Guy Bouchard pour la nouvelle intitulée Si la vie vous intéresse, publiée dans Imagine... #64 en juin 1993 et dans Magie rouge #38-39 en 1993 ;
- 1992 : Alain le Bussy pour la nouvelle intitulée Les lois du hasard, publiée dans Imagine... #60 et dans Magie rouge #34-35 en 1992 ;
- 1991 : Alain Bergeron pour la nouvelle intitulée Rêves d'anges, publiée dans Imagine... #56 en juin 1991 et dans Magie rouge #30-31 en 1991 ;
- 1990 : Michel Lamart pour la nouvelle intitulée Un parfum d'éternité, publiée dans Imagine... #52 en juin 1990 et dans Magie rouge #28-29 en 1990 ;
- 1989 : Guy Bouchard pour la nouvelle intitulée Andropolis, publiée dans Imagine... #48 en juin 1989 et dans Magie rouge #26-27 en 1990 ;
- 1988 : Michel Bélil pour la nouvelle intitulée Au rythme du razz'n grou, publiée dans Imagine... #45 en octobre 1988 et dans Magie rouge #21-22 & #23-24 en 1988 et 1989 ;
- 1987 : Ex æquo :
  - Bertrand Bergeron pour la nouvelle intitulée La Division, publiée dans Imagine... #41 en août 1987 et dans Magie rouge #16 en 1987 ;
  - Claude-Michel Prévost pour la nouvelle intitulée La Marquise de Tchernobyl, publiée dans Imagine... #41 en août 1987 et dans Magie rouge #17-18 en 1987-1988 ;
- 1986 : Sylvie Lainé pour la nouvelle intitulée Carte blanche, publiée dans Imagine... # 35 en août 1986 et dans Magie rouge #17-18, en 1987-1988 ;
- 1985 : Jean-Pierre April pour la nouvelle intitulée La survie en rose, publiée dans Imagine... #29 en août 1985, puis dans Chroniques d'amour monstre, anthologie par Alain Garguir et Pierre Stone-Belflacq, Andromède, en 1985.

### Source
- Prix littéraires du Québec, répertoire 1997, 1997, Claude Janelle, Gouvernement du Québec, Direction des communications, Québec.